# Liebe ist Nervensache
Liebe ist Nervensache (Originaltitel Trust the Man) ist eine US-amerikanische Filmkomödie des US-amerikanischen Filmregisseurs Bart Freundlich aus dem Jahr 2005. Die beiden Paare, die in eine schlimme Existenzkrise geraten, werden gespielt von Billy Crudup und Maggie Gyllenhaal sowie David Duchovny und Julianne Moore.

## Handlung
Rebecca bereitet sich auf ihr Debüt als Schauspielerin am Lincoln Center vor. Ihr Ehemann Tom, ein Werbetexter, verzichtet auf seine gut bezahlte Arbeit, um daheim bei den beiden Kindern bleiben zu können. Seine Rolle als Hausmann füllt Tom jedoch nicht aus, sodass er immer unzufriedener wird. Hinzu kommt, dass er mehr Sex möchte als Rebecca, was sich zunehmend negativ auf das Verhältnis der Eheleute auswirkt. Wegen Toms Libido-Problem sucht das Paar in unregelmäßigen Abständen einen Therapeuten auf. Als sich ihm eine Gelegenheit bietet, geht Tom mit Pamela, der Mutter des Freundes seines Sohnes fremd. Rebecca wird von Jasper, einem jungen Kollegen, verfolgt, der gern einmal mit einer berühmten Schauspielerin schlafen möchte.
Tobey, Rebeccas Bruder, exaltiert und sehr freiheitsliebend, ist Sportjournalist und ein guter Freund von Tom. Mit seiner Freundin Elaine, einer aufstrebenden Schriftstellerin, die unbedingt ein Kind haben möchte, ist er seit sieben Jahren zusammen. Elaine wiederum ist die beste Freundin von Rebecca. Da Tobey sich noch nicht fest binden will, trennt sich Elaine von ihm. Obwohl sie andere Männer kennenlernt, kann sie Tobey nicht vergessen. Ihm ergeht es ähnlich.
Tom und Tobey wohnen der Premiere von Rebeccas neuestem Theaterstück bei. Auch Elaine ist anwesend. Sie befindet sich in Begleitung ihres neuesten Freundes. Am Ende des Stückes, als die Darsteller ihren Beifall entgegennehmen, wirft Tom Rebecca einen Zettel auf die Bühne, dessen Botschaft ihr zeigt, dass er gereift ist und seine Identität als Vater und auch als Ehemann gefunden hat und sie aufrichtig liebt. Aber auch Tobey weiß inzwischen, was er will, quer über die Köpfe des Publikums hinweg macht er Elaine eine Liebeserklärung, die nicht ohne Wirkung bleibt. Bald darauf gehen sie miteinander die Ehe ein.

## Produktion

### Produktionsnotizen
Der von Fox Searchlight Pictures und Sidney Kimmel Entertainment präsentierte Film, eine Process Produktion, wurde in New York City gedreht. Die Produktionskosten lagen bei etwa 10 Millionen Dollar.
Bart Freundlich ist seit 2003 mit Julianne Moore verheiratet. Ihre gemeinsamen Kinder Caleb und Liv haben in diesem Film ihren ersten Auftritt. Caleb Freundlich spielt Cosmos, den Sohn der von Dagmara Domińczyk verkörperten Figur Pamela, und die dreijährige Liv Freundlich spielt in den letzten Szenen Maggie, die Tochter von Moores Filmfigur Rebecca Pollack.

### Soundtrack
- Everything von und mit Ben Harper
- Free to Live von Robert J. Walsh
- My Way Home von und mit Citizen Cope
- It Is What It Is von Daniel Wise – Vortrag: Preacherman
- Have a Hap, Hap, Happy Christmas von Carl T. Vreeland – Vortrag: Uncle Carl
- Shiny on the Inside von Leona Naess und Samuel Dixon – Vortrag: Leona Naess
- Latin Jazz von Nicolas Folmer
- Nadine von David Cantor – Vortrag: Dave’s True Story
- Edge Test von Stuart Matthewman – Vortrag: Cottonbelly
- Wysteria von Stevie Butler, Beth-Anne Arentsen, Tim Deuchler, Steve Einsen – Vortrag: P-1
- Table for Two von Kelly Padrick und Nancy Hess – Vortrag: Kelly Padrick
- Be Be Your Love von Rachael Yamagata und John Alagia – Vortrag: Rachael Yamagata
- A Love Story von Gregor Narholz
- A Difficult Decision von Gregor Narholz
- Salut! Demeure chaste et pure – Faust  von Charles Gounod
- Juniper von James Le Gros
- The SportsCenter Theme von John Colby
- Bullet and a Target von und mit Citizen Cope
- Just One Blue Note von Jutta Gruber
- Let’s Get It On von Marvin Gaye und Ed Townsend – Vortrag: Marvin Gaye
- Blue Boy von Jutta Gruber
- Where I Want to Be von Libby Johnson
- Rain von und mit Libby Johnson
- Don’t Mean You Lost Your Love von und mit Libby Johnson
- Everlasting No von David Cantor – Vortrag: Dave’s True Story
- It’s Over von Even the Odd
- You’re the Bossa von Darren Solomon
- World in Which We Live von David Cantor – Vortrag: Dave’s True Story
- Paper Doll von Rachael Yamagata und Kevin Salem – Vortrag: Rachael Yamagata
- Sideways von und mit Citizen Cope
- Closer (Lied)|Closer von Ann Colville und Carl T. Vreeland – Vortrag: Ann Colville
- 9. Sinfonie – Ode an die Freude von Ludwig van Beethoven – Vortrag: Royal Philharmonic Orchestra
- Half a Man von und mit Marc Anthony Thompson
- Indelible Mark von Libby Johnson und Daniel Wise – Vortrag: Libby Johnson

### Veröffentlichung, Gewinn
Der Film wurde am 12. September 2005 auf dem Toronto International Film Festival vorgestellt. In den US-Kinos startete er am 18. August 2006 in ausgewählten Kinos, am 1. September kam er dann allgemein in die amerikanischen Kinos. Im Jahr 2006 wurde er zudem in folgenden Ländern veröffentlicht: Dänemark, Vereinigtes Königreich, Irland, Israel, Ukraine, Australien, Italien, Frankreich und Singapur. 2007 folgten Veröffentlichungen in Taiwan, Rumänien, Schweden (DVD-Premiere), Finnland (DVD-Premiere), Island (DVD-Premiere), Argentinien, Spanien, Portugal, Niederlande (DVD-Premiere), Griechenland (DVD-Premiere), Brasilien und Peru. In Deutschland wurde der Film nicht im Kino gezeigt, sondern erschien am 11. Mai 2007 erstmals auf DVD.
In Ungarn war der Film im April 2008 erstmals im Fernsehen zu sehen, in Venezuela wurde er im August 2008 veröffentlicht, in Japan war seine Premiere im November 2008 auf DVD, ebenso in Polen, wo er im Januar 2009 erschien. Zudem wurde er in Bulgarien veröffentlicht, ebenso in Kanada, Frankreich, Litauen und Russland.
Am Eröffnungswochenende in den Vereinigten Staaten spielte der Film 1,5 Millionen Dollar ein, insgesamt erzielte er einen Gewinn von 7.353.118,00 Dollar.

## Rezeption

### Kritik
James Berardinelli schrieb auf seiner Seite, für ihn sei dies ein sporadisch unterhaltsamer Film, der die Anfangserwartungen nicht erfülle. Obwohl ein Großteil von Freundlichs Komödie funktioniere, insbesondere in der ersten Stunde, sei das Filmdrama insgesamt träge. Die Charaktere seien nicht sympathisch, sondern verwöhnt, faul und egoistisch (außer vielleicht Elaine). Die Darstellerriege agiere solide und passe sich ihrer Rolle gut an. Zwar sei der Film nicht übel, aber auch kein Muss.
Andre Soares befasste sich auf der Seite Alt Film Guide mit Trust the Man und stellte fest, eine unromantische und wenig lustige Komödie könne auch von der Besetzung nicht gerettet werden. Leider würden sich zahlreiche Filmemacher weigern, menschliche Begegnungen im Leben so darzustellen, wie sie tatsächlich seien und sich stattdessen von Sitcoms, Fernsehsendungen und falschen Hollywood-Filmen und billigen Romanen und so weiter leiten lassen. Falls doch einmal Wahrheiten im Ablauf gefunden würden, sei das bloßer Zufall. Die gewählte Filmmusik unterstreiche, dass man wohl nur den Soundtrack-Markt im Auge gehabt habe. Seltsamerweise liefere der Film zu einem gewissen Grad eine Darstellung, die dem Verhältnis des Regisseurs und seiner Frau Julianne Moore entsprechen würden. Moore sei, wie ihre Figur Rebecca, eine Schauspielerin, Mutter von zwei Kindern und der Star der Familie. Freundlich sei wie seine Filmfigur Tom am bekanntesten als der Ehemann von … Freundlich solle sich mit Woody Allens Filmen Annie Hall oder Husbands and Wives befassen, dabei würde er herausfinden, wie man in der Kunst wahrheitsgetreu Leben darstellen könne.
Toddy Burton Bewertung des Films im Austin Chronicle war gemischt. Wie schon Soares verwies auch er darauf, dass der Film Ähnlichkeiten mit dem tatsächlichen Leben des Regisseurs aufweise. Weiter schrieb Burton, der Film sei durch und durch ein New Yorker Film voller neurotischer Therapeuten und kalter Straßen, finde aber effektiv nie seine Mitte und bleibe ohne emotionale Resonanz. Viele Handlungsstränge dienten ausschließlich der Vorbereitung für einen Gag, der aber noch nicht einmal besonders großartig sei. Obwohl die Geschichte sporadisch echte Emotionen hervorrufe, gelinge es Freundlich nicht, tief in die Seele seiner Figuren einzutauchen. Und wenn der (im Sinne des Wortes) theatralische Höhepunkt auch kühne Emotionalität versuche, könne man nicht anders, als zusammenzuzucken.
Peter Bradshaw, der dem Film einen Stern von fünf möglichen gab, konnte Trust the Man im Guardian absolut nichts abgewinnen, er schrieb von einer wahren Hölle beim Ansehen des Filmes, der randvoll mit abgeleiteten und schlecht geschriebenen Dialogen – weder lustig noch lebensecht – sei, die von unechten Charakteren vorgetragen würden. David Duchovny und Julianne Moore würden sprechen, als kämen sie gerade aus einer unter Vollnarkose durchgeführten Operation. Billy Crudup und Maggie Gyllenhaal zeigten skurrile Gesichtsausdrücke, Crudup habe zudem einen nervigen Halbbart und Gyllenhaal irritiere sowohl wenn sie ihre Haare hochgesteckt trage, als auch dann, wenn sie runterhängen würden. Duchovnys liebenswertes Kind sitze auf dem Töpfchen und kreische, die Kacke komme. Bradshaw meinte dazu, er denke auch, die Kacke sei gekommen.
Manohla Dargis meinte in der New York Times, der erste Eindruck zähle auch im Film. Dadurch erkläre sich auch, warum es eine schlechte Idee sei, eine Eröffnungssequenz, die Woody Allens Filmkomödie Manhattan habe, zu imitieren, ohne deren schillernde Symbolik zu erreichen. Es erkläre auch, warum es eine schlechte Idee sei, einem Film mit einem kleinen Kind zu eröffnen, das auf einem Topf sitzt und über Kacke spreche. Dies sei eine Einladung zu einer unglücklichen Metapher. Trust the Man sei eine angespannte, aufgeblähte Beziehungskomödie über zwei Paare, von denen nur eines für den Autor und Regisseur Bart Freundlich von Interesse sei, vielleicht weil die Frau in diesem Paar von seiner eigenen Frau Julianne Moore gespielt werde. Moore werde gut beleuchtet, aber auch sie werde von Freundlichs uninspiriertem und unkonzentrierten Drehbuch schlecht bedient, das im Grunde nur eine Reihe von kurzen Szenen von vier Personen zusammenfüge, die in verschiedenen Kombinationen jammern würden. Man begreife eigentlich nie, warum diese Geschichte habe erzählt werden müssen.
Ruthe Stein bewertete den Film im San Francisco Chronicle nicht derart hart. Regisseur Bart Freundlich habe das von Woody Allen zumindest vorübergehend verlassene Gebiet spielerisch übernommen, schrieb Stein, allerdings reiche er an Allens subtilen Humor bei weitem nicht heran. Selbst der normalerweise einfallsreiche Crudup könne existenzielle Angst nicht anders als nachahmend zum Ausdruck bringen. Die Symmetrie des Films belaste seine Glaubwürdigkeit, aber es mache Spaß, der Besetzung zuzusehen, besonders Duchovny, dessen Timing für komische Momente nicht besser sein könnte. Die handelnden Personen seien geschickt im Schlagabtausch, was gut sei, wenn man bedenke, wie die jeweiligen Paare miteinander reden. Moore, die mit Freundlich verheiratet ist und schon zweimal mit ihm zusammengearbeitet habe, werde offensichtlich durch seine Nähe dazu gebracht, echte Emotionen in Rebeccas Rede über die Heiligkeit der Liebe zu legen. Auch gebe es im Film genug lustige Momente, in denen man sich nicht langweilen werde. Trust the Man sei aber ein skizzenhaftes Gesamtwerk, das den Eindruck hinterlasse, als habe Freundlich es nicht zu Ende durchdacht und leide auch darunter, nicht zu wissen, wann es enden solle.
MaryAnn Johanson kam auf der Seite Flick Filosopher zu einem sehr positiven Ergebnis. Dank einer ansprechenden Besetzung und eines intelligenten Drehbuchs und in Fülle Charme, Weisheit und Herz, sei der Film von scharfsinniger Weisheit. Dies sei nicht einer der Filme, in denen Frauen ausschließlich für die Leiden der Männer oder Männer ausschließlich für die der Frauen verantwortlich gemacht werden würden, sondern jeder für sein jeweils eigenes Problem. Aber trotz vieler Probleme sei der Film viel leichter, als man es von Freundlich erwarten würde und habe sogar berührend alberne Momente. Johanson fand das Ende des Films sogar wunderbar unmöglich, es könne einen fast zum Jubeln bringen.
Auch auf der Seite Shadows on the Wall war Rich Cline dem Film mehr als gewogen. Die Komödie habe einen entwaffnenden Charme, scharfe Dialoge, hervorragende Leistungen und überzeuge durch einen sympathischen Ton, auch wenn die Handlung eher simpel daherkomme und zutiefst vorhersehbar sei, und zudem zu einem schamlos süßen Finale im Notting-Hill-Stil führe. Zum Glück sei sie durchzogen von echter Heiterkeit und biete den Schauspielern großartige Dialoge. Trust the Man sei klug, ohne zu witzig zu sein und präsentiere echte Menschen in wiedererkennbaren Beziehungen. Das zentrale Schauspielerquartett sei ausgezeichnet und auch die Nebencharaktere würden Spaß bringen. Die wahre Botschaft im Film sei, dass Menschen fehlerhaft und egoistisch seien und dass wir diese Tatsache akzeptieren müssten, wenn wir hofften, das Glück zu finden. Es gebe schlechtere Möglichkeiten, knapp zwei Stunden seiner Zeit zu verbringen.

### Auszeichnung
ALMA Awards 2007
- Nominiert für den Alma Award: Eva Mendes für ihre hervorragende Leistung in diesem Film